# Ziziphus otanesii
Ziziphus otanesii är en brakvedsväxtart som beskrevs av Elmer Drew Merrill. Ziziphus otanesii ingår i släktet Ziziphus och familjen brakvedsväxter. Inga underarter finns listade i Catalogue of Life.